# Le Broc (Puy-de-Dôme)
Le Broc is een plaats in Frankrijk.
Er ligt het vliegveld Aérodrome d'Issoire - Le Broc met een onverharde grasbaan.

## Kaart
De onderstaande kaart toont de ligging van Le Broc (Puy-de-Dôme) met de belangrijkste infrastructuur en aangrenzende gemeenten.

## Demografie
Onderstaande figuur toont het verloop van het inwonertal, bron: INSEE-tellingen. 

## Websites
- (fr)  Statistische informatie op de website van INSEE

1. ↑  Populations de référence 2022.